# Пентародийиттрий
Пентародийиттрий — бинарное неорганическое соединение
иттрия и родия
с формулой Rh5Y,
серые кристаллы.

## Получение
- Спекание стехиометрических количеств чистых веществ:

{\displaystyle {\mathsf {Y+5Rh\ {\xrightarrow {1550^{o}C}}\ Rh_{5}Y}}}

## Физические свойства
Пентародийиттрий образует кристаллы
гексагональной сингонии,
пространственная группа P 6/mmm,
параметры ячейки a = 0,5141 нм, c = 0,4294 нм, Z = 1,
структура типа пентамедькальция CaCu5
.
Соединение конгруэнтно плавится при температуре ≈1550°С,
а при температуре ниже ≈900°С находится в метастабильном состоянии
.